# Josef Schwaiger (Politiker, 1965)

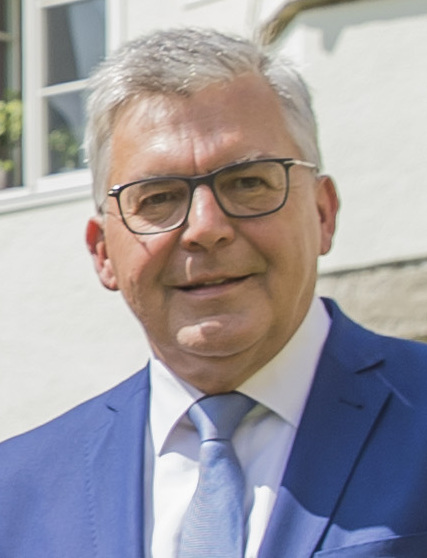
Josef Schwaiger (2023)

Josef Schwaiger (* 17. Juli 1965 in Berndorf bei Salzburg, Flachgau) ist ein österreichischer Politiker (ÖVP) und Agrarökonom. Er ist seit dem 19. Juni 2013 Landesrat in der Landesregierung Haslauer jun. I, Haslauer jun. II, Haslauer jun. III bzw. der Landesregierung Edtstadler.

## Ausbildung und Beruf
Schwaiger wuchs im Flachgau auf und besuchte von 1971 bis 1975 die Volksschule Berndorf. Er wechselte zwischen 1975 und 1979 zum Besuch der Hauptschule nach Mattsee und besuchte danach von 1979 bis 1981 die Landwirtschaftliche Fachschule Kleßheim. Er absolvierte in der Folge von 1981 bis 1986 die Höhere Bundeslehranstalt Ursprung und studierte von 1986 bis 1991 Politikwissenschaft an den Universitäten Salzburg und Wien sowie von 1987 bis 1992 Agrarökonomik an der Universität für Bodenkultur Wien. Des Weiteren war er zwischen 1987 und 1989 Gasthörer der Technischen Universität Wien. Schwaiger feierte 1992 seine Sponsion zum Diplomingenieur und bildete sich von 1992 bis 1993 an der Agrarpädagogische Akademie Wien weiter. Dort legte er 1993 zudem die Lehramtsprüfung ab. Er verfasste von 1993 bis 1996 seine Dissertation am Institut für Betriebswirtschaft und Institut für Landtechnik der Universität für Bodenkultur und promovierte 1996 zum Doktor der Bodenkultur.
Nachdem Schwaiger zwischen 1980 und 1993 unterschiedliche Ferialtätigkeiten insbesondere als Baustellengehilfe und landwirtschaftlicher Facharbeiter ausgeübt hatte, trat er 1993 in den Dienst der Salzburger Landesregierung, wobei er von 1993 bis 1995 als Baustellensachbearbeiter für Almwirtschaft und landwirtschaftlicher Amtssachverständiger eingesetzt wurde. Von 1995 bis 1998 arbeitete er als Sachbearbeiter im Referat Agrarpolitik, danach war er von 1998 bis 2000 Büroleiter von Landesrat Josef Eisl. Er stieg 2001 zum Leiter der Fachabteilung Entwicklung ländlicher Raum und 2004 zum Leiter der gesamten Abteilung Land- und Forstwirtschaft auf. 2009 übernahm er die Leitung der Abteilung Lebensgrundlagen und Energie (Wasserwirtschaft, Landwirtschaft und Energie). Daneben war Schwaiger auch ab 2003 als teilbeschäftigter Mittelschullehrer an der HLFS Ursprung im Unterrichtsfach Landmaschinentechnik aktiv.

## Politik
Nach der Landtagswahl 2013 wurde Josef Schwaiger am 19. Juni 2013 vom Landtag zum Landesrat gewählt. Er übernahm die Ressorts Land-, Forst- und Wasserwirtschaft und Energie (Geschäftsbereich der Abteilung 4: Lebensgrundlagen und Energie) sowie Personal (ohne Landeskliniken). Er folgte in dieser Funktion Landesrat Josef Eisl nach. Politisch war Schwaiger vor seinem Eintritt in die Landesregierung nicht aktiv.

## Auszeichnungen
- 2025: Ehrenzeichen des Landes Salzburg[1]